# Lista zabytków na Malcie
To są listy zabytków na Malcie umieszczonych w wykazie National Inventory of the Cultural Property of the Maltese Islands (NICPMI). Listy podzielone są według miejscowości, bazując na podziale administracyjnym Malty.

## Lista
- Lista zabytków w Attard
- Lista zabytków w Balzan
- Lista zabytków w Birgu
- Lista zabytków w Birkirkarze
- Lista zabytków w Birżebbuġy
- Lista zabytków w Cospicui
- Lista zabytków w Dingli
- Lista zabytków we Fgurze
- Lista zabytków we Florianie
- Lista zabytków w Fontanie (Malta)
- Lista zabytków w Gudji
- Lista zabytków w Għajnsielem
- Lista zabytków w Għarb
- Lista zabytków w Għasri
- Lista zabytków w Għaxaq
- Lista zabytków w Gżirze
- Lista zabytków w Ħamrun
- Lista zabytków w Iklin
- Lista zabytków w Kalkarze
- Lista zabytków w Kerċem
- Lista zabytków w Kirkop
- Lista zabytków w Lii
- Lista zabytków w Luqa
- Lista zabytków w Marsie (Malta)
- Lista zabytków w Marsaskali
- Lista zabytków w Marsaxlokk
- Lista zabytków w Mdinie
- Lista zabytków w Mellieħa
- Lista zabytków w Moście
- Lista zabytków w Mqabbie
- Lista zabytków w Msidzie
- Lista zabytków w Mtarfie
- Lista zabytków w Munxar
- Lista zabytków w Mġarr
- Lista zabytków w Nadur
- Lista zabytków w Naxxar
- Lista zabytków w Paoli (Malta)
- Lista zabytków w Pembroke (Malta)
- Lista zabytków w Pietà (Malta)
- Lista zabytków w Qali
- Lista zabytków w Qormi
- Lista zabytków w Qrendi
- Lista zabytków w Rabacie (Malta)
- Lista zabytków w Safi (Malta)
- Lista zabytków w San Lawrenz
- Lista zabytków w San Ġwann
- Lista zabytków w Sannat (Malta)
- Lista zabytków w Santa Venera
- Lista zabytków w Senglei
- Lista zabytków w Siġġiewi
- Lista zabytków w Sliemie
- Lista zabytków w St. Julian’s
- Lista zabytków w Saint Paul’s Bay
- Lista zabytków w Tarxien
- Lista zabytków w Valletcie
- Lista zabytków w Victorii (Malta)
- Lista zabytków w Xagħrze
- Lista zabytków w Xewkiji
- Lista zabytków w Żabbar
- Lista zabytków w Żebbuġ
- Lista zabytków w Żebbuġ (Gozo)
- Lista zabytków w Żejtun
- Lista zabytków w Żurrieq